# Дайлинген
Дайлинген (нем. Deilingen) — община в Германии, в земле Баден-Вюртемберг. 
Подчиняется административному округу Фрайбург. Входит в состав района Тутлинген.  Население составляет 1677 человек (на 31 декабря 2010 года). Занимает площадь 10,92 км².